# Botan (бібліотека програм)
BOTAN (назва походить від японської назви квітки півонії) — криптографічна бібліотека С++ з дозвольною ліцензією BSD.
Пропонує інструменти, що необхідні для реалізації низки практичних систем, таких як протокол TLS, сертифікати X.509, сучасні шифри AEAD, PKCS#11, апаратна підтримка TPM, хешування паролів і післяквантових криптограм. Розвиток координується на сайті GitHub. Поточна версія 2.8.0 (sig) випущена 1 жовтня 2018 р. Усі випуски підписуються за допомогою ключа PGP. Для їх отримання необхідна реєстрація на сайті GitHub.